# Carcere di San Tommaso
Il carcere di guarnigione di San Tommaso o più semplicemente carcere di San Tommaso, originariamente chiamato Garnisons Stockhaus Tomaso,  è un ex carcere militare situato nel centro storico di Verona, progettato dalla k.k. Genie-Direktion Verona austriaca di stanza nella città scaligera e costruito tra il 1852 e il 1856; l'edificio, dopo essere stato destinato a lungo a ospitare funzioni militari, è stato restaurato e adibito a sede del museo archeologico nazionale di Verona.

## Storia
A partire dall'XI secolo è documentata l'esistenza di un monastero con una chiesa dedicata a San Tommaso apostolo; non è noto l'originario ordine monastico, ma è documentata nel XIII secolo la presenza dei Carmelitani Calzati. Nel 1316 la chiesa fu dedicata a san Tommaso di Canterbury e durante gli anni successivi, sino alla metà del XIV secolo, la chiesa subì lavori di ampliamento e restauro. Tra il 1484 e il 1504, al posto della chiesa preesistente e di quella dedicata a Santa Maria Annunziata (costruita dagli stessi Carmelitani calzati tra 1348 e 1351), venne edificato infine un nuovo edificio chiesastico, che assunse sostanzialmente la forma attuale. Del 1493, in particolare, è il portale in stile tardogotico veneziano che ne caratterizza l'ingresso; probabilmente, negli stessi anni, venne ricostruito anche il chiostro.
Durante la prima occupazione napoleonica, nel 1796, il chiostro del monastero fu adibito a ospedale militare. Con la soppressione del convento nel primo decennio dell'Ottocento, avvenuto mediante decreto napoleonico, la chiesa divenne una sussidiaria della parrocchia di San Paolo di Campo Marzo, mentre il monastero demanializzato venne destinato all'esercito. In epoca absburgica si mantenne inizialmente la destinazione a caserma, tanto che nella planimetria di Verona pubblicata nel 1850, rielaborata per uso militare negli anni 1852-1853, al n. 117 del repertorio allegato è indicata, nel monastero demanializzato, la "caserma erariale di San Tommaso", ospitante 184 uomini. Tra il 1856 e il 1857 venne però demolito quasi completamente il monastero, tranne una porzione dell'ala settentrionale e la parte sul fronte orientale destinato a sagrestia, cui seguì la costruzione del carcere militare di guarnigione.
Sotto l'amministrazione italiana, l'edificio ebbe varie destinazioni, tra cui quella di sede del Comando della Divisione Territoriale, fino a divenire sede del museo archeologico nazionale di Verona, a seguito della realizzazione di alcuni interventi di restauro e adattamento.

## Descrizione

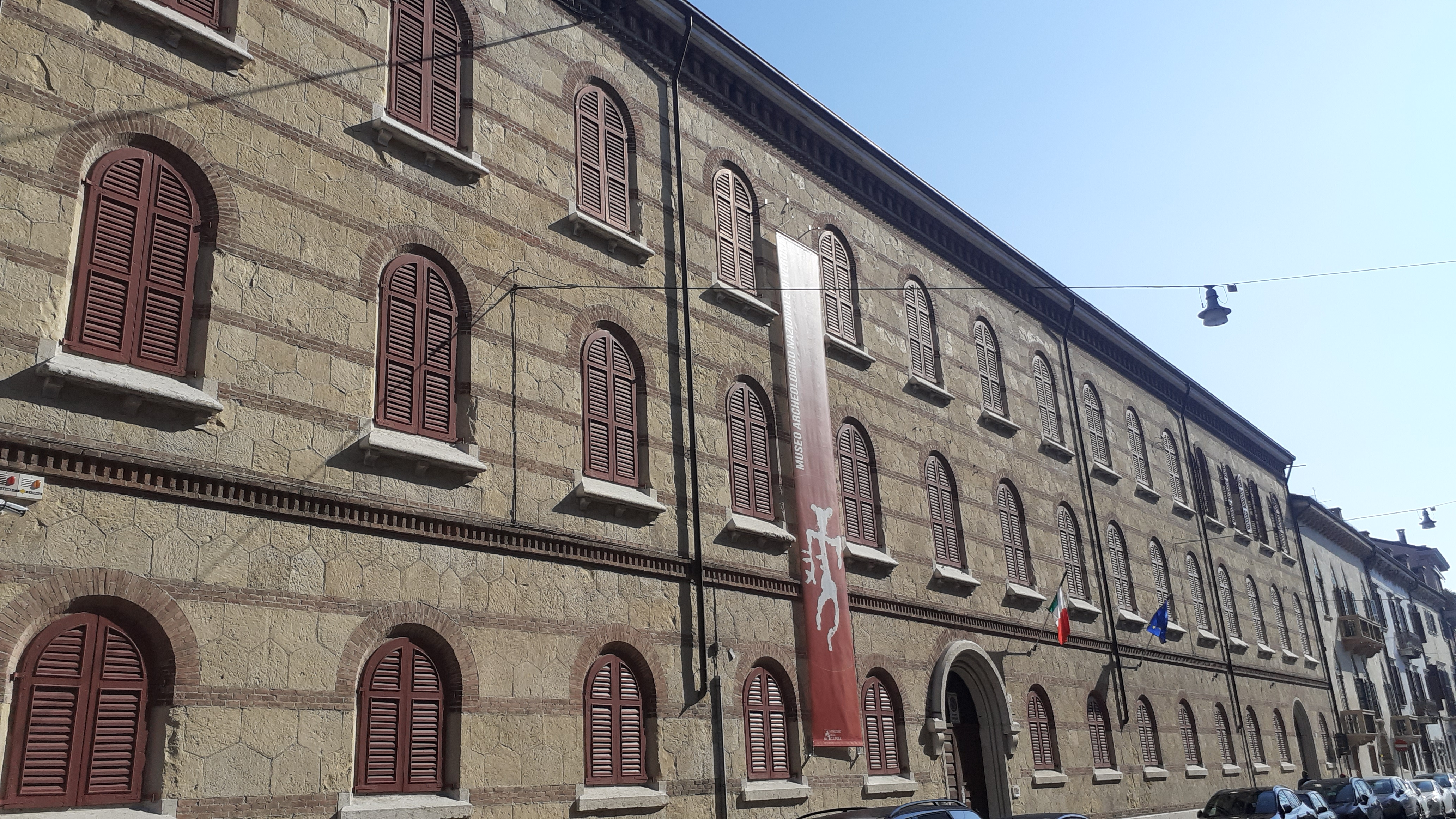
L'edificio che ospitava il carcere di San Tommaso

Il complesso dell'ex carcere di guarnigione occupa un lotto trapezoidale adiacente al fianco meridionale della chiesa di San Tomaso Cantuariense, in precedenza occupato dal monastero con il suo grande chiostro quadrangolare e alcune corti minori. Esso si articola su tre corpi di fabbrica lineari: i due maggiori si affacciano, rispettivamente, sullo stradone di San Tommaso e sulla via retrostante dell'isolato, vicolo Campanile di San Tommaso; il terzo corpo di fabbrica, minore, li collega a sud. Verso l'interno i medesimi fabbricati delimitano una grande corte quadrangolare, mentre un cortile di servizio è annesso a sud del tratto minore e lo divide dagli altri fabbricati civili dell'isolato.
Il corpo di fabbrica principale, contiguo alla facciata della chiesa, conteneva gli uffici, con la cancelleria, gli archivi e gli alloggiamenti del personale addetto alla custodia. Al centro, verso il cortile, sporgeva il corpo poligonale della cappella, in asse con l'androne d'ingresso. Le due campate iniziali, adiacenti alla chiesa, pur inserite nel nuovo edificio, non appartenevano al carcere, ma alla casa canonica. Questa era collegata da un passaggio (posto lungo il fianco della chiesa) alla vecchia sagrestia, situata sulla via retrostante e unita all'altro tratto del carcere, destinato, come l'ala minore, alle celle. Il passaggio adiacente al fianco della chiesa, con gli archi murati, è una rimanenza del chiostro quattrocentesco che continua anche sul lato della sagrestia, a est.
La facciata principale, a composizione rigorosamente uniforme, è in stile neomedievale, Rundbogenstil, secondo i più aggiornati orientamenti dell'architettura militare absburgica, già applicati nel nuovo arsenale della Campagnola. La composizione è caratterizzata dalla sequenza delle finestre monofore, con arco a tutto sesto, e dai tre portali simmetrici. Un'ispirazione alla tradizione del romanico veronese si avverte nel paramento policromo di tufo alternato a corsi di laterizio, anche se il rivestimento di tufo, a opus poligonale, richiama l'apparecchiatura muraria delle fortificazioni absburgiche a Verona.
La facciata è coronata da un cornicione a dentelli di laterizio; la modanatura che separa il piano terra dai piani superiori riprende, semplificandolo, lo stesso disegno del cornicione.